# 東京都立向島商業高等学校
東京都立向島商業高等学校（とうきょうとりつ むこうじましょうぎょうこうとうがっこう）は、かつて東京都墨田区八広にあった東京都立商業高等学校。
統合により全日制課程は2007年3月に閉課、2010年3月に閉校し、2009年4月より同校舎に日本橋高等学校が移転した。

## 概要
2007年度より本校と東京都立向島工業高等学校を統合し、向島工業高校の校舎を使用して東京都立橘高等学校が開校した。このため全日制課程は2007年3月で閉課。残された定時制課程も翌2007年度から募集停止、補欠募集のみとなり、2010年3月に閉課したことで、向島商業高校は完全に廃止された。なお、2009年4月より、向島商業高校の校舎には中央区から東京都立日本橋高等学校が移転してきている。

## 沿革
- 1935年
  - 3月31日 - 旧向島区議会で設立可決。
  - 4月20日 - 東京市向島女子商業学校（3年制）として、第三寺島尋常高等小学校内で開校。以後、第三吾妻尋常小学校・向島大畑尋常小学校内へ移転。
- 1942年4月8日 - 東京市立向島女子商業学校と改称。
- 1943年7月1日 - 都制施行により、東京都立向島女子商業学校と改称。
- 1945年3月10日 - 東京大空襲により校舎全焼。以後、東京都立第七中学校・第三寺島国民学校内へ移転。
- 1946年4月1日 - 東京都立吾嬬女子商業学校・東京都立本所女子商業学校・東京都立荒川女子商業学校が統合、本校第2本科（定時制の前身）となる。
- 1948年
  - 4月1日 - 学制改革により、東京都立向島女子商業新制高等学校となる。
  - 5月26日 - 校舎竣工、移転。
- 1950年1月26日 - 東京都立向島高等学校（定時制）と改称。
- 1952年4月1日 - 東京都立向島商業高等学校と改称、男女共学開始。
- 1957年4月1日 - 1学級増、6学級編成。
- 1960年9月10日 - 普通教室棟竣工。
- 1966年3月20日 - 特別教室棟竣工。
- 1967年4月1日 - 1学級増、7学級編成。
- 1968年3月1日 - 教室棟（校長室・特別教室含16教室）竣工。
- 1970年3月31日 - 教室棟（職員室・特別教室含9.5教室）竣工。以後特別教室・体育施設を拡充。
- 1985年11月16日 - 創立50周年記念式典挙行。後日記念事業として校章を掲げる。
- 1986年9月1日 - パソコン48台設置、以後情報機器を拡充。
- 1992年4月1日 - 1学級減、6学級編成。
- 2005年11月2日 - 創立70周年記念式典挙行。
- 2007年3月10日 - 全日制閉課程式典挙行。
- 2010年3月31日 - 定時制課程が閉課。向島商業高等学校、閉校。

## 校歌
- 『東京都立向島商業高等学校校歌』（作詞：土岐善麿、 作曲：信時潔）

## 交通
- 京成電鉄京成曳舟駅より徒歩5分
- 東武鉄道曳舟駅より徒歩10分
- 都バス日暮里～亀戸線：明治通りバス停より徒歩3分